# Lahan
Lahan (nep. लाहान)  – miasto w południowo-wschodnim Nepalu; w prowincji numer 2. Według danych szacunkowych na rok 2011 liczyło 33 927 mieszkańców .